# Яблонский, Дмитрий Нилович
Дмитрий Нилович Яблонский (28 сентября 1921, Смоленск — 16 сентября 2001, Киев) — советский и украинский архитектор, доктор архитектуры (1974), профессор (1978), Заслуженный архитектор Украины (1999), действительный член Союза архитекторов и урбанистов Украины, член Комитета по присуждению Государственных премий Украины в области архитектуры (с 1996). Действительный член Украинской академии архитектуры. Способствовал возрождению сакрального направления в современном строительстве Украины.

## Биография
Родился в 1921 году в Смоленске. В 1938—1946 годах учился на архитектурном факультете Киевского государственного художественного института (курс Владимира Заболотного), по окончании которого получил специальность архитектора-художника. В 1946—1949 годах был младшим научным сотрудником Института архитектуры сооружений Академии архитектуры УССР, возглавляемой Заболотным. В 1952 г. Д. Яблонского приняли в Союз советских архитекторов СССР.
В 1953 году Дмитрий Яблонский окончил аспирантуру Академии архитектуры УССР, где учился в 1949—1952 годах. Кандидат архитектуры (1953) — диссертация на тему «Порталы украинской архитектуры XVII—XVIII ст.» (научный руководитель — В. Заболотный). На основе материалов диссертации подготовил монографию «Порталы в украинской архитектуре» (1955), посвященную шедеврам украинского барокко, но из-за подозрения советских идеологических работников в национализме почти весь напечатанный тираж был уничтожен.
В 1952—1956 гг. Дмитрий Яблонский работал в Институте архитектуры сооружений младшим научным сотрудником. В течение 1953—1954 и с 1956 года преподавал на кафедре архитектурного проектирования Киевского государственного художественного института. В 1954—1955 гг. архитектор работал над проектом комплекса крупноблочных зданий в г. Жданове (ныне г. Мариуполь Донецкой области). Также в эти годы он создал унифицированную серию секций, утвержденную Госстроем СССР, для проектирования жилых комплексов. В 1955—1956 гг. разработал серию унифицированных нежилых зданий из крупных бетонных блоков, которая была утверждена Госстроем УССР. Соавтор книги «Жилые дома из крупных бетонных блоков» (К., 1959).
С 1963 1992 год Дмитрий Яблонский работал в Зональном научно-исследовательском и проектном институте типового и экспериментального проектирования жилья и общественных зданий «Киевзнииэп» начальником отдела, заместителем директора по научной работе, главным научным сотрудником. В 1974 г. ему присвоена ученая степень доктора архитектуры (диссертация на тему «Количественные методы решения задач типологии жилища»). Занимался разработкой нормативной базы государственного жилищного строительства.
Принимал активное участие в теоретическом осмыслении и реальном воплощении традиционных мотивов украинского христианского зодчества. В 1990—1991 годах построил первый после длительного перерыва православный храм в Киеве церковь Входа Господня в Иерусалим в Дарнице).
Один из инициаторов возрождения Академии архитектуры Украины. В 1992 г. Дмитрий Яблонский был избран действительным членом и главным ученым секретарем Академии архитектуры Украины.
Младший брат Татьяны Яблонской и Елены Яблонской.
Умер Дмитрий Яблонский 16 сентября 2001 года в г. Киеве, похоронен на Байковом кладбище.

## Проекты, здания
- Участие в проектировании ряда крупноблоковых и панельных домов в Днепропетровске, Киеве, Жданове.
- Конкурсный эскизный проект Храма-памятника в честь 1000-летия Крещения Руси в Киеве, 1990. Первая премия[4]. Проект в Киеве не осуществлен; использовано для сооружения собора в Макеевке.
- Храм Входа Господня в Иерусалим в Дарнице (Киев), посвященный героям ликвидации Чернобыльской аварии, 1990—1991[5].
- Храм-крещальня в Дарнице, 1993—1994 (вместе с Ириной Малаковой)[6].
- Храм Рождества Богородицы в храмовом комплексе Рождества Христова на Березняках (Киев), 1998—2000[7].
- Собор Георгия Победоносца (Макеевка), с 1993 года.
- Храм Рождества Богородицы (Вита-Почтовая).
- Храм Св. Иоанна Богослова (Терновка).
- Храм Покрова Пресвятой Богородицы (Боярка).
- Храм Св. благоверного князя Александра Невского (Донецк).

## Интересные факты
По проекту Дмитрия Яблонского в Киеве в начале 1960-х годов был построен экспериментальный двухсекционный 4-этажный жилой дом из железобетонных плит. Дом находится по адресу улица Алексеевская, 10/12.
Сам Дмитрий Яблонский жил в этом доме с 1960-х годов до 2001 года.